# Santa Marina (Cudillero)
Santa Marina es un lugar español de la parroquia de Ballota, perteneciente al municipio de Cudillero, en la comunidad autónoma de Asturias.

## Toponimia
El lugar puede encontrarse referido como Santa Marina y Santamarina.

## Demografía
En 2023, la entidad singular de población de Santa Marina tenía empadronados 104 habitantes, todos ellos en el núcleo de población de ese nombre.